# Canal d'Elbląg
Le canal d’Elbląg est une voie navigable du nord de la Pologne, d’une longueur de 84 kilomètres (ce qui en fait le plus long du pays), qui relie Ostróda à la Baltique. Il est connu pour ses cinq plans inclinés, portions sur lesquelles les bateaux sont transportés par des chariots sur rails.
Le but de la construction du canal était le développement de l’industrie, ce qui nécessitait la construction d’une liaison navigable entre la province de Prusse-Orientale et la mer Baltique. Le projet est ainsi lancé en 1837. Le roi de Prusse Frédéric-Guillaume IV choisit l’architecte néerlandais Georg Steenke (de) pour concevoir le projet et diriger les travaux, qui commencent en 1844.
Le canal a joué un rôle important dans le développement de la région, mais il l’a progressivement perdu avec le développement des transports routier et ferroviaire. Il a alors commencé à être utilisé par les touristes au XXe siècle et constitue à présent l’une des attractions les plus importantes de Mazurie. Ainsi les autorités locales planifient la reconstruction de certaines infrastructures du canal.